# Hop (xarxes)

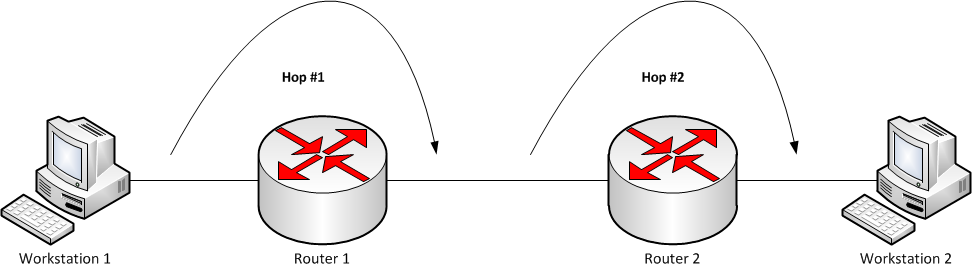
Fig.1 Esquema il·lustratiu del terme hops. Entre els dos ordinadors hi ha 2 hops.

Hop (salt en anglès), en ciències de la coumputació, és un tram o segment entre dispositius (passarel·les, encaminadors, ponts de xarxa, proxy…) de la ruta total que hi ha de l'oridinador origen a l'ordinador destí. Cada cop que els paquets de dades salten de tram o segment realitzen un hop.

## Propietats
- Nombre de hops fa referència al nombre de trams entre origen i final de ruta.
- Quants més hops mes serà la latència i, per tant, el retard de transmissió de dades.
- Nombre màxim de hops : TTL (time to live) en IPv4 i hop limit en IPv6.
- Eines de programari per a saber el nombre de hops : ping i Traceroute.